# Richard Joseph Hopkins
Richard Joseph Hopkins (* 4. April 1873 in Jefferson City, Missouri; † 28. August 1943 in Kansas City, Kansas) war ein US-amerikanischer Jurist und Politiker. Zwischen 1911 und 1913 war er Vizegouverneur des Bundesstaates Kansas; später wurde er Bundesrichter.

## Werdegang
Nach einem Jurastudium an der Northwestern University und seiner 1901 erfolgten Zulassung als Rechtsanwalt begann Richard Hopkins in diesem Beruf zu arbeiten. Zwischen 1901 und 1906 praktizierte er in Chicago und danach in Garden City. Gleichzeitig schlug er als Mitglied der Republikanischen Partei eine politische Laufbahn ein. 1909 wurde er in das Repräsentantenhaus von Kansas gewählt.
Im Jahr 1910 wurde Hopkins an der Seite von Walter R. Stubbs zum Vizegouverneur seines Staates gewählt. Dieses Amt bekleidete er zwischen dem 9. Januar 1911 und dem 13. Januar 1913. Dabei war er Stellvertreter des Gouverneurs. Zwischen 1913 und 1918 war er juristischer Vertreter der Stadt Garden City; von 1919 bis 1923 übte er das Amt des Attorney General von Kansas aus. Anschließend begann er eine Richterlaufbahn. Von 1923 und 1929 war er beisitzender Richter am Kansas Supreme Court und danach Richter am Bundesbezirksgericht für den Distrikt Kansas. Dieses Amt bekleidete er bis zu seinem Tod am 28. August 1943 in Kansas City.